# Klinger András
Klinger András (Budapest, 1930. január 12. – Vác, 2015. március 16.) demográfus, a Központi Statisztikai Hivatal elnökhelyettese 1990 és 1996 között.

## Életútja
Édesapja textiltechnikus, magántisztviselő, édesanyja bérelszámoló volt. Középiskolai tanulmányait a Budai Ciszterci Szent Imre Gimnáziumban végezte.
Egyetemi tanulmányait a budapesti tudományegyetem Állam- és Jogtudományi Karán folytatta 1948-tól 1952-ig. Doktori oklevelét 1957-ben szerezte meg. 1977-ben elnyerte a kandidátusi fokozatot.
1950-től dolgozott a Központi Statisztikai Hivatalban. Kezdetben az egészségügyi statisztikai, később a népesedésstatisztikai osztályon dolgozott. 1956-ban kinevezték a népszámlálási osztály vezetőjévé. 1960 és 1970 között a Népesedési és Szociális Statisztikai Főosztály főosztályvezető-helyettese volt. 1966-tól 1968-ig az ENSZ Latin-amerikai Gazdasági Bizottságának munkatársaként Chilében tevékenykedett. 1970 és 1990 között a Népesedésstatisztikai Főosztály vezetői, 1990-től 1996-ig a KSH elnökhelyettesi posztját töltötte be.

## Munkássága
A termékenység, az öregedés, a népmozgalom témakörével, valamint a népmozgalmi statisztika módszertanát kutatja. Kezdeményezte az egységes magyarországi népesség-nyilvántartási és a lakossági adatfelvételi rendszer létrehozását. 1960-tól négy népszámlálás és a köztük lebonyolított mikrocenzusok kidolgozásában és irányításában vett részt. Szakértőként működött közre a 2001-es népszámlálás előkészítésében és adatainak feldolgozásában.

## Társasági tagságai
1960-ban a Nemzetközi Népességtudományi Unió tagjává, 1965-ben alelnökévé, 1990-ben a Nemzetközi Családtervezési Szövetség regionális végrehajtó bizottsági tagjává választották.

## Díjai, elismerései
1960-ban Szocialista Munkáért érdeméremmel, 1970-ben a Munka Érdemrend arany fokozatával, 1990-ben a Magyar Köztársaság Aranykoszorúval Ékesített Csillagrendjével ismerték el a népszámlálás előkészítése és lebonyolítása körül végzett tevékenységét. 1989-ben Fényes Elek-emlékéremmel, 1997-ben a Magyar Köztársasági Érdemrend középkeresztjével tüntették ki.

## Főbb művei

### Monográfiák
- A világ népessége (Budapest, 1959; Acsádi Györggyel és Szabady Egonnal)
- Magyarország népesedése a két világháború között (Budapest, 1965; Acsádi Györggyel)
- A válások okai (Budapest, 1966)
- Infant mortality in Eastern Europe, 1950–1980 (Budapest, 1982)
- Demográfiai alapismeretek (Budapest, 1996)
- Társadalomstatisztikai alapismeretek (Budapest, 1998)

### Szerkesztett kötetek
- Történeti statisztikai idősorok, 1867–1992 1. (Budapest, 1992)
- The demographic situation of Hungary in Europe (Budapest, 1993)
- The ageing in Hungary and Japan (Budapest, 1995)
- Vom Plan zum Markt: eine Untersuchung am Beispiel Ungarns (Heidelberg, 1995)